# Costituzione di Tărnovo

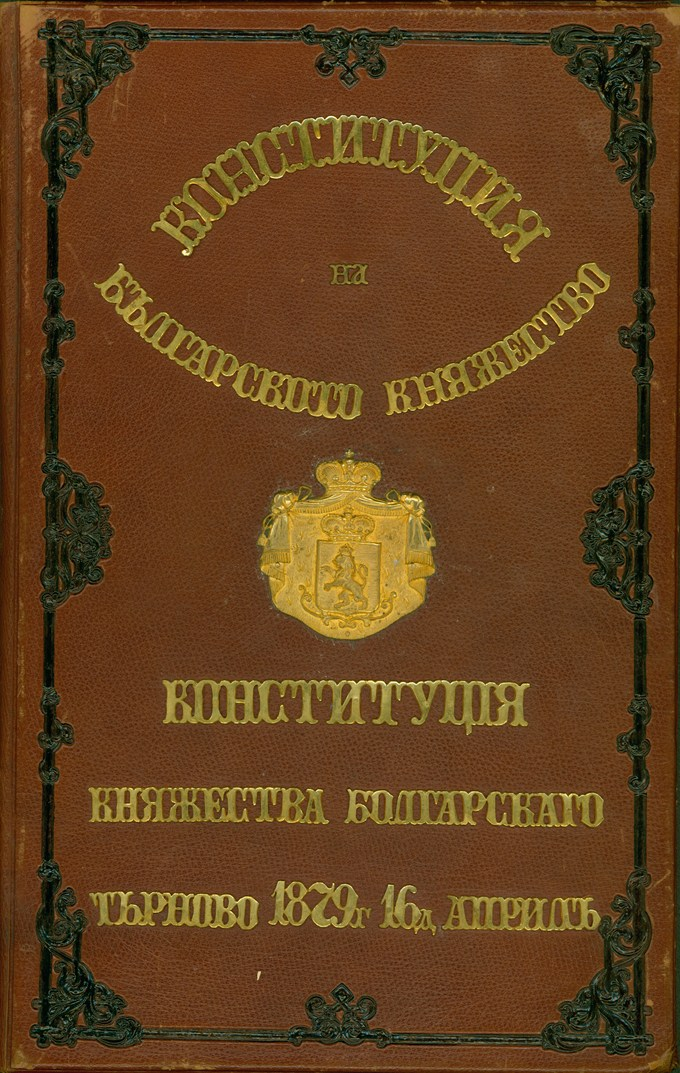
Copertina della Costituzione di Tărnovo

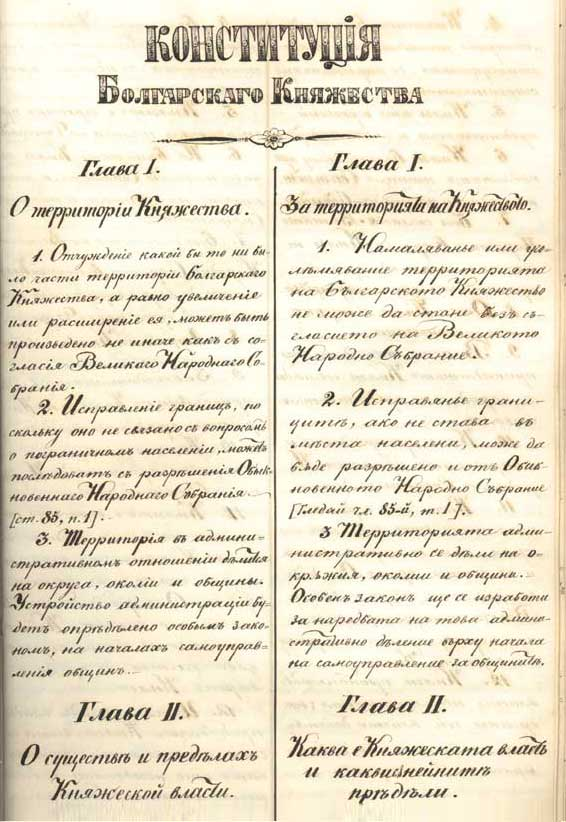
Prima pagina (in russo ed in bulgaro)

La Costituzione di Tărnovo (in bulgaro: Търновска конституция, Tărnovska konstitucija, nome ufficiale bulgaro: Конституция на Българското Княжество, Konstitucija na Bălgarskoto Knjažestvo, in russo: Конституція Княжества Болгарскаго, Konstitucija Knjažestva Bolgarskago) fu la prima costituzione della Bulgaria. Venne adottata il 16 aprile 1879 dalla Prima Grande Assemblea Nazionale costituente tenutasi a Tărnovo come parte della formazione del Principato di Bulgaria.
La costituzione era di carattere borghese-liberale e definiva le funzioni e le competenze degli organi centrali dell'autorità statale secondo il principio della separazione dei poteri in ramo esecutivo, legislativo e giudiziario. Vennero inoltre descritte e proclamate le responsabilità ministeriali, l'immunità dei deputati e l'inviolabilità della proprietà privata. La costituzione inoltre includeva una clausola che stabiliva la chiesa ortodossa bulgara come religione ufficiale dello Stato.
Ricorretta nel 1893 e nel 1911, al fine di rafforzare il potere monarchico, la costituzione di Tărnovo rimase in vigore fino al 4 dicembre 1947, quando venne rimpiazzata dalla Costituzione della Repubblica Popolare di Bulgaria.